# 허공회

## 1. 개요
경남 김해 태생으로 부산진 고등학교를 졸업하였다.

투자금융회사, 투자컨설팅회사, 미국 실리콘밸리 소재 광통신 기업 CFO를 거친 25년 이상 경력의 벤처투자 및 전략가이다. 대학원 재학시 인터넷기업을 공동 창업하여 매각한 경험도 가지고 있는 학생창업 1세대이기도 하다.

현재 숭실대학교에서 교수로 재직하며 기업가정신, 기술창업, 벤처투자 등을 가르치고 있다. 스타트업의 투자유치와 성장모델을 연구하는 Quantum X Lab을 만들어 학생들과 연구하고 있으며 특히 기업가정신으로 유명한 제프리 티몬스 교수의 연구모형을 기반으로 스타트업 창업과 성장모형을 고도화하고 국내기업에 적용하는 연구를 하고 있다.

스타트업 부국론을 주창하며 많은 혁신기업가들을 발굴하고 지원하여 세계10위권인 우리나라가 세계5위권의 경제대국이 되는 것에 일조하고자 하는 꿈을 가지고 있다.

## 2. 경력
- (現)대한경영학회 혁신기업투자포럼 공동의장
- (現)대한경영학회 상임이사
- (現)성남시 청년·청소년·시정자문단 자문위원
- (現)서울특별시 금융중심지 활성화 시설 운영위원회 위원
- (現)대한경영학회 이사
- (現)한국기업경영학회 이사
- (現)보건복지부 한국보건산업진흥원 전문위원
- (現)농림축산식품부 농수산물 전자거래 분쟁조정위원회 위원
- (現)한국인터넷전문가협회 이사

- (前)한국발명진흥회 지역지식재산센터 중앙위원회 위원
- (前)서울창조경제혁신센터 전문위원
- (前)호주 모나쉬대 아시아경제연구소 방문연구원
- (前)일본 와세다대 비즈니스스쿨 최고위단기과정 수료
- (前)linq Labs inc. Global CFO
- (前)EW & Associates Korea Head
- (前)Adiaco Capital Advisory Korea Head
- (前)LG투자증권

## 3. 언론
- 복지부‧진흥원, 의료해외진출전략 세미나 개최(http://sciencemd.com/news/view.asp?idx=98479)
- 의료 해외진출 비지니스 모델 전략 세미나 개최(https://www.dailydental.co.kr/news/article.html?no=115671)

## 4. 논문
- 가족기업의 연구개발 및 무형자산 투자 활동에 관한 실증분석(https://www.kci.go.kr/kciportal/ci/sereArticleSearch/ciSereArtiView.kci?sereArticleSearchBean.artiId=ART002723731)